# Shake Keane
Shake Keane, geboren als Ellsworth McGranahan Keane (Kingstown, 30 mei 1927 - Oslo, 11 november 1997), was een uit Saint Vincent en de Grenadines afkomstige jazzmuzikant (trompet, bugel), dichter en minister van Saint Vincent en de Grenadines.

## Biografie
Keane bezocht de Methodist School en de St Vincent Grammar School in Kingstown en hield zich al vroeg bezig met literatuur en theater tijdens schoolopvoeringen, ook van Shakespeare-bewerkingen. Daarvan werd spoedig zijn bijnaam 'Shake' afgeleid. Hij publiceerde in Saint Vincent twee banden met gedichten, L'Oubili (1950) en Ixion (1952).
In 1952 verhuisde Keane naar het Verenigd Koninkrijk, waar hij een baan vond bij de BBC-radio in het programma Caribbean Voices. Hij las gedichten en interviewde bevriende schrijvers en muzikanten. Daarnaast studeerde hij literatuurwetenschappen. Tijdens deze periode begon hij bovendien op te treden als trompettist in Londense nachtclubs. Daarbij speelde hij de meest verschillende stijlen van cabaretmuziek, highlife, soca, mento, calypso en jazz. Vanaf 1959 concentreerde hij zich volledig op de modern jazz en werd hij voor zes jaar lid van de band van de altsaxofonist Joe Harriott. Diens band was de eerste, die een zelfstandige freejazz speelde in Europa. Keane was ook betrokken bij Harriotts album Free Form (1960). Ondertussen werkte Keane ook vaak samen met de jazzpianist Michael Garrick, ook bij jazz-en-poëzie-projecten. Hij nam ook enkele albums op onder zijn eigen naam, die echter qua stijl in tegenstelling tot zijn werk met Harriott en Garrick eerder waren te classificeren bij de lichte jazz.
In 1965 verliet Keane het Verenigd Koninkrijk en verhuisde hij naar Duitsland, waar hij solist werd in de band van Kurt Edelhagen en waar hij bleef tot 1971. Bovendien speelde hij met Charly Antolini (Soul Beat), in de Kenny Clarke/Francy Boland Big Band (Sax No End, 1967) en met Peter Trunk (Sincerely P. T., 1972). 
Nadat hij eind 1971 de Edelhagen-band had verlaten, onderbrak hij tijdelijk zijn muzikantencarrière en keerde hij in 1972 terug naar Saint Vincent om in zijn geboorteland een regeringsambt aan te treden. Tot 1972 fungeerde hij als administratief directeur voor cultuur. Daarna werkte hij voornamelijk als onderwijzer en vervolgde hij zijn literaire bezigheid. Zijn hoofdwerk, de gedichtenbundel One a Week with Water (1979) won de Cubaanse poëzieprijs Casa de las Américas.
Begin jaren 1980 verhuisde Keane naar New York en woonde daar in de stadswijk Bedford-Stuyvesant van Brooklyn. In 1989 vervolgde hij zijn muzikantencarrière en werkte hij weer samen met Michael Garrick en voor een tournee ter ere van Joe Harriott met oude bandcollega's uit de Harriott-band, zoals Coleridge Goode en Bobby Orr. In 1991 had hij een optreden in de BBC-documentaire over de Jamaicaanse dichter Linton Kwesi Johnson. 
Tijdens de jaren 1990 woonde hij meestal in Brooklyn, maar vond daarna in Noorwegen een nieuw thuisland, waar hij vaak optrad, onder andere ook in verschillende muziekprogramma's van de Noorse televisie. 

## Overlijden
Tijdens een tournee werd hij ziek en overleed hij op 70-jarige leeftijd in Oslo aan de gevolgen van maagkanker. In 2003 werd Shake Keane in zijn geboorteland geëerd met een levensgrote buste, die zich bevindt in de Peace Memorial Hall in Kingstown.

## Discografie
- 1961: In My Condition (Columbia Records)
- 1962: Bossa Negra (Columbia Records)
- 1965: That’s The Noise (Decca Records)
- 1966: With The Keating Sound (Decca Records)
- 1966: The Big Fat Horn Of Shake Keane (Decca Records)
- 1968: Dig It (Phase 4)
- 1971: Rising Stars At Evening Time (Economy)

## Publicaties
- 1950: L'Oubili
- 1952: Ixion
- 1979: One a Week with Water
- 1979: The Volcano Suite
- 1994: Palm and Octopus